# 통신 위성

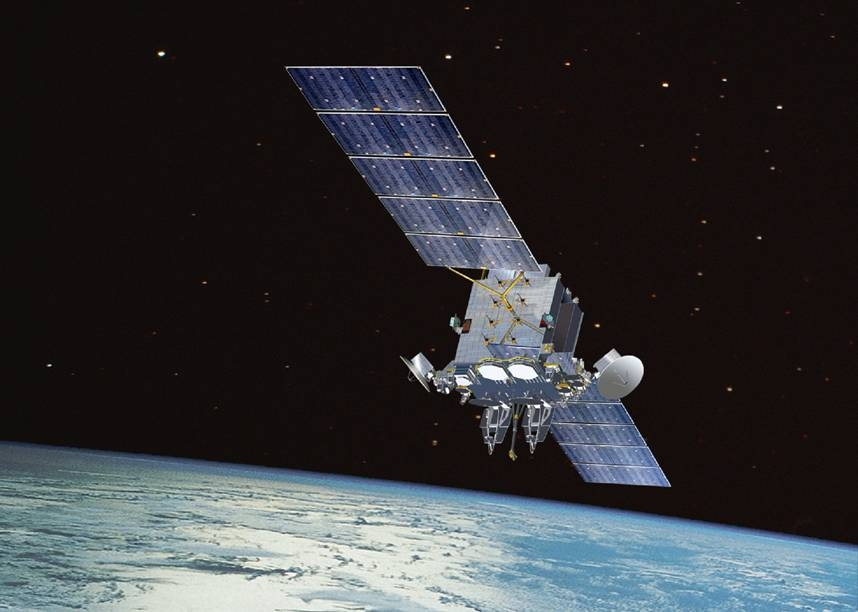

통신 위성(通信衛星, communications satellite, COMSAT)은 통신을 주목적으로 우주에 머무르고 있는 인공위성이다. 현대의 통신 위성들은 정지궤도, 몰니야 궤도, 다른 타원궤도와 지구 저궤도(극궤도와 비극궤도)등 다양한 궤도를 사용한다. 통신 위성은 두 지점 간에 마이크로파 무선 중계 기술을 제공하여 유선 통신을 보완한다. 또한 선박, 항공기, 드론, 자동차, 휴대용 단말기 등의 이동 통신과 TV와 라디오의 방송 통신을 위해 사용된다. 지구 궤도 상에 대략 2,000개의 통신 위성이 있으며 모두 사기관과 정부 기관에 의해 사용된다. 이 중 다수가 적도 위 35,785 km의 정지 궤도에 있으므로 위성은 하늘에서 같은 지점에서 정적으로 보이며 이에 따라 지상 기지국의 위성 방송 수신 안테나는 추적을 위해 안테나를 이동할 필요 없이 해당 지점에 계속 초점을 맞추면 된다.

## 역사
최초의 인공위성은 소비에트 연방의 스푸트니크 1호로, 1957년 10월 4일 발사되었다. 이 위성에는 20.005MHz와 40.002MHz 두개의 주파수에서 동작하는 라디오-송신기가 장착되어 있었다. 첫 번째 통신 중계를 위한 미국 위성은 1958년의 프로젝트 SCORE로 음성 메시지를 저장하여 전달하기 위한 테이프 녹음기를 장착하였다. 이 위성은 미국대통령 아이젠하워의 크리스마스 인사를 전 세계에 발송하는 데 사용되었다. 미항공우주국은 에코 위성을 1960년 발사했다.
텔스타는 최초의 수동적인 간접중계위성이다. 1962년 7월 10일 AT&T에 소속되어 fF&T, 벨 연구소, NASA, 영국의 중앙우체국, 프랑스의 French National PTT (우체국) 간의 위성통신 개발을 위한 다국적 조약의 일환으로 케이프커내버럴 공군 기지에서 NASA가 위성을 발사했다. 델스타는 2시간 3을 공전주기로 갖고, 열도를 기준으로 45도 틀어져있는 원형궤도에 올려졌다.
정지 위성의 바로 이전 모형이 1954년 7월 26일에 발사된 허프의 Syncom 2였다. Syncom 2는 일정한 속도로 지구 주위를 하루에 한바퀴씩 돌았다. 하지만 이것도 역시, 적도와 평행한 궤도가 아니었기 때문에 위성을 추적하기 위해서는 특별한 장비가 필요했다.
세계최초의 상업적 통신 위성은 1962년 4월 6일 발사된 인텔셋 4호이다.

## 궤도

### 정지궤도

정지궤도

정지궤도위성은 일정한 속도로 하루에 한번씩 적도를 따라 지구 주위를 돈다. 정지궤도 위성을 지구에 있는 관측자가보면 한자리에 머물러 있는 것처럼 보인다.
정지궤도는 통신분야에서 유용하게 사용된다. 지상에 위치한 안테나의 경우 항상 위성쪽을 바라봐야 하는데 정지궤도위성은 고가의 추가 장비를 사용하여 위성의 움직임을 쫓을 필요가 없기 때문이다. 통신분야(지상 TV망)의 경우 많은수의 지상안테나가 필요하다. 하지만 위성을 정지궤도에 올리게 되면, 위성을 발사하는데 추가비용이 발생하더라도, 지상안테나를 비롯한 장비의 수를 줄일 수 있으므로 비용측면에서 합리적이라고 말할 수 있다.
정지궤도 통신 위성의 개념은 아서 C. 클라크에 의해서 처음 제안되었다. 1945년 클라크는 "Extra-terrestrial Relays"라는 기고문을 영국의 잡지 Wireless World를 통하여 발표하였다. 이 글은 무선통신 중계를 위한 정지궤도위에 인공위성을 배치하는 것에 대한 아이디어를 서술하고 있다. 덕분에 아서 C. 클라크는 통신 위성의 고안자로 많이 언급된다.
정지궤도에 진입한 최초의 정지궤도 위성은 1964년 8월 19일에 발사된 Syncom 3이다. 위성은 서경/동경 180°(날짜변경선)상에 자리잡았다. 이 위성은 같은해 도쿄, 일본에서 열린 1964년 하계올림픽을 미국으로 중계하는데 사용되었으며, 이것은 태평양을 횡단한 최초의 위성중계 방송이었다.
곧이어 인텔샛 1호 (별명 : Early Bird)가 1965년 4월 6일에 서경 28°상으로 발사되었다. 이 위성으로 인하여 대서양을 건너 통신을 할 수 있게 되었다.
1972년 9월 9일, 미국에 서비스를 공급한 최초의 정지궤도 위성인 Anik A1이 Telesat Canada에 의해서 발사되었다. 더불어 미국의 Western Union은 Westar 1을 1974년 4월 13일 발사하였다.
1974년 12월 19일, 궤도 상에서 3축 안정화가 가능한 세계 최초의 위성 Symphonie가 프랑스와 독일에 의해서 발사되었다.

### 지구 저궤도

청록색이 지구 저궤도

지구 저궤도 (LEO)는 통상 지구표면으로부터 400km 떨어진 원형의 궤도를 지칭한다. 이 궤도의 공전주기(지구주위를 한바퀴 도는데 걸리는 시간)는 약 90분 정도이다. 낮은 궤도로 인하여, 이 궤도상의 위성들은 대략 1000km 떨어진 부위성의 지점에서만 관측이 가능하다. 또한, 지구 저궤도 위의 위성들의 지표면에 대한 상대적 위치는 지속적으로 빠르게 변한다. 그래서 제한된 지역에서 사용하기 위해서 일지라도 통신연결의 끊김없이 이용하기 위해서는 많은 수의 위성이 필요하게 된다.
지구 저궤도에 위성을 쏘아 올리는 것은 정지궤도에 비해 저렴하다. 또, 지상에 근접해 있기 때문에 높은 출력의 신호 레벨(두 점사이의 신호의 세기는 거리의 제곱에 비례하여 감쇄한다.)이 요구되지 않는다. 신호지연 시간도 상대적으로 매우 짧다. 위성의 수와 그들의 가격 사이에는 상충관계가 존재한다. 추가로, 두 종류의 임무를 지원하기 위해서 사용되는 위성체와 지상국 장비는 중요한 차이가 존재한다.
여러대의 위성이 모여 군무를 이루는 것을 위성편대라고 부른다. 위성편대로는 위성전화 서비스를 제공하기 위한 이리듐과 Globalstar를 예로 들 수 있다. 이리듐 시스템은 66개의 위성으로 이루어져 있다. 또 다른 지구 저궤도 위성편대는 마이크로소프트의 사업가 폴 앨런으로부터 후원을 받은 Teledesic으로 840개의 위성이 편대에 소속되어 있다. 이 숫자는 추후에 288개로 줄어들었으며, 종국에 가서는 오직 한대의 시험용 위성만 발사를 하였다.
지구 저궤도위성은 특정한 위치에서 정보를 수신하여 이를 저장하였다가 위성이 공전하여 다른 위치로 이동 저장해 놓은 정보를 송신함으로써 지구상의 불연속적인 지역 사이에서 정보를 대량으로 전송하는 것이 가능한데, 캐나다의 CASSIOPE 위성이 CASCADE 시스템을 사용하여 위와 같은 응용 시스템을 사용할 예정이다. 또 다른 저장과 송신방식을 사용한 위성으로 Orbcomm이 있다.

### 몰니야 궤도
앞서 살펴 본 것과 같이 정지궤도는 적도에 머물러야 한다는 제약조건이 있다. 때문에 고위도에 위치한 국가에서는 정지궤도 위성을 이용하여 서비스를 제공하기 힘들다. 고위도 지방에서는 적도상에 위치한 정지궤도 위성이 지평선에 가까이 보이기 때문이다. 이는 연결성 문제와 다중경로 ( 지상에 반사되어 도달한 신호와 안테나에 도착한 신호사이의 간섭 현상) 문제를 야기시킨다. 몰니야 시리즈의 첫 번째 위성은 1965년 4월 23일 발사되었으며, 모스코에 위치한 상향링크 송신국에서 시베리아와 노릴스크, 하바로프스크, 마가단, 블라디보스토크에 있는 러시아 극동지역의 하향링크 수신국으로 TV 신호를 전송하는 시험용으로 사용되었다. 추후 1967년 11월 소비에트 공학자들은 몰니야 위성에 기반한 Orbita이라 불리는 독특한 국영 텔레비전 네트워크 시스템을 만들었다.
몰니야 궤도는 이러한 경우 매력적인 대안이 될 수 있다. 몰니야 궤도는 경사 궤적이 높아, 지정된 위치에서 높은 엘레베이션을 확보 할 수 있다. (엘레베이션이란, 지평선을 기준으로 위성의 위치를 의미한다. 따라서 위성이 지평선에 있다면 영(0) 엘레베이션을 가지고 있다고 하고, 위성이 바로 머리 위에 있다면 90도의 엘레베이션을 가지고 있다고 할 수 있다. )
몰니야 궤도는 위성이 대부분의 시간을 고위도 지방 상공을 경유하도록 설계되어 있다. 이 궤도의 주기는 12시간이며, 위성이 지구 주위를 2바퀴(24시간=하루) 돌때마다 서비스 목표지역에서는 8시간동안 위성을 운용할 수 있다. 이러한 방식으로 3대의 위성 편대 ( 한대의 여분을 추가 )를 사용하면 끊김 없이 위성 서비스를 제공할 수 있다.
몰니야 위성은 일반적으로 러시아 전역에 TV와 전화 서비스를 제공해 주는데 사용된다. 몰니야 위성의 다른 응용 분야로는 이동 무선 시스템을 들 수 있다. 낮은 저위도 지방일지라도 높은 빌딩들이 통신에 장애가 되기 때문에 도심지를 지나갈 때면 좋은 연결성을 갖게 하기 위해서 높은 앙각을 가지고 있는 위성에 접속을 해주어야 한다.

## 사용 주파수
위성통신에는 주로 UHF 대역에서 SHF 대역이 사용된다.

### L 밴드
이리듐과 같은 저궤도용으로 할당되어 있다.
- 상향주파수 1.61~1.625GHz
- 하향주파수 1.5425~1.5435GHz

### C 밴드
정지궤도용으로 할당되어 있다. 일반적으로 커버리지가 매우 넓으며 강우감쇠의 영향이 적으나 대상 안테나가 대구경을 필요로 한다.
- 상향주파수 5.845~6.425GHz
- 하향주파수 3.62~4.2GHZ

### X 밴드
저궤도 또는 정지궤도용으로 할당되었으며 강우감쇠가 적으며 주파수가 높은 황금대역으로 일반적으로 군사용으로 할당된다.
- ㅈ

### Ku 밴드
정지궤도용으로 할당되었으며 10GHz 이상에서 나타나는 강우감쇠의 문제점이 있으나 주파수가 높음으로 대상 안테나가 소형화되는 장점이 있다.
- 상향주파수 14.0~14.5GHz
- 하향주파수 12.25~12.75GHz

### S 밴드
위성관제(TT&C)용으로 사용된다.
- 상향주파수 2.025~2.12GHz
- 하향주파수 2.2~2.3GHz

## 활용분야

### 음성통신

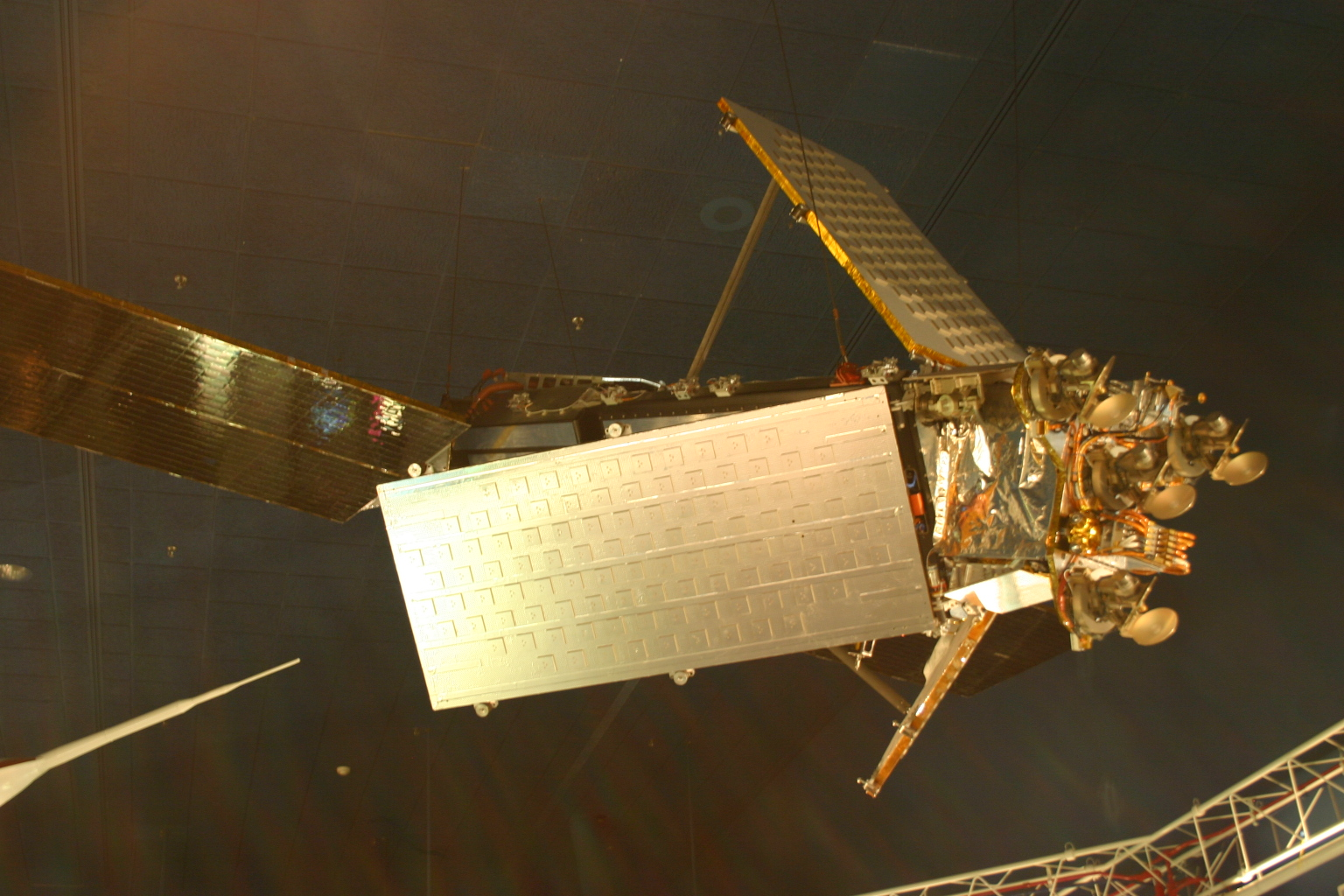
이리듐 위성

통신 위성의 활용분야의 가장 대표적인 예로 대륙간 장거리 전화를 들 수 있다. 공중 교환 전화망이 유선전화의 연결을 지상국으로 전달한다. 지상국은 이를 고정궤도 위성으로 전송한다. 하향링크 역시 비슷한 경로를 따라서 음성신호가 전송된다. 광케이블을 사용한 해저케이블분야의 발전으로 20세기 후반에 와서 고정궤도 위성을 이용한 장거리 전화는 감소세로 돌아섰다. 하지만, 어센션섬, 세인트헬레나, 디에고 가르시아 섬, 이스터 섬과 같이 대륙으로부터 멀리 떨어져 있어 해저케이블이 서비스 되지 않는 지역에서는 여전히 사용되고 있다. 또한 남아메리카, 아프리카, 캐나다, 중국, 러시아, 호주등 유선전화망이 드문 대륙과 국가에서도 사용되고 있으며, 남극과 그린란드를 연결하는데 사용되고 있다.

### 항법
흥미로운 위성활용분야로 GPS(Global Positioning System)가 있다. GPS의 첫 번째 용도는 현재위치와 목적지간의 경로 안내이다. 24개에서 32개의 네트워크로 연결된 위성이 지구 중계도에 등간격으로 위치하여 이러한 역할을 수행하고 있다. 위성은 1.57542GHz와 1.2276GHz의 주파수에 정보를 전송하고, 지구에 위치한 수신기는 그 중 4개의 위성에서 송신한 신호를 선택하여 동시에 수신한다. 수신기는 마이크로프로세서를 사용하여 수신한 신호를 가지고 현재의 위치를 계산하여 위도와 경도로 정확히 표시해준다.

## 같이 보기
- WGS 위성 - 미군의 대표적인 통신 위성
- 정찰위성
- 릴레이
- 우주 쓰레기
- 진행파관